# Mount Saint Helens
Mount Saint Helens is een 2550 m hoge vulkaan in Skamania County in de staat Washington in de Verenigde Staten. De vulkaan is vooral bekend vanwege de verwoestende uitbarsting in 1980, waarbij tientallen mensen omkwamen en een groot deel van de berg instortte. Vóór de uitbarsting bereikte de top 2950 m.
De berg maakt deel uit van de Cascade Range. Net als de meeste andere vulkanen in deze bergketen is Mount Saint Helens een stratovulkaan. Hij staat bij de Klickitat-Indianen bekend als 'Louwala-Clough', wat "rokende of vuurberg" betekent. In het Engels is de berg door George Vancouver vernoemd naar zijn vriend, de Britse Alleyne FitzHerbert, eerste baron St. Helens, nadat een Brits team het gebied in de 18e eeuw in kaart had gebracht.

## Uitbarsting

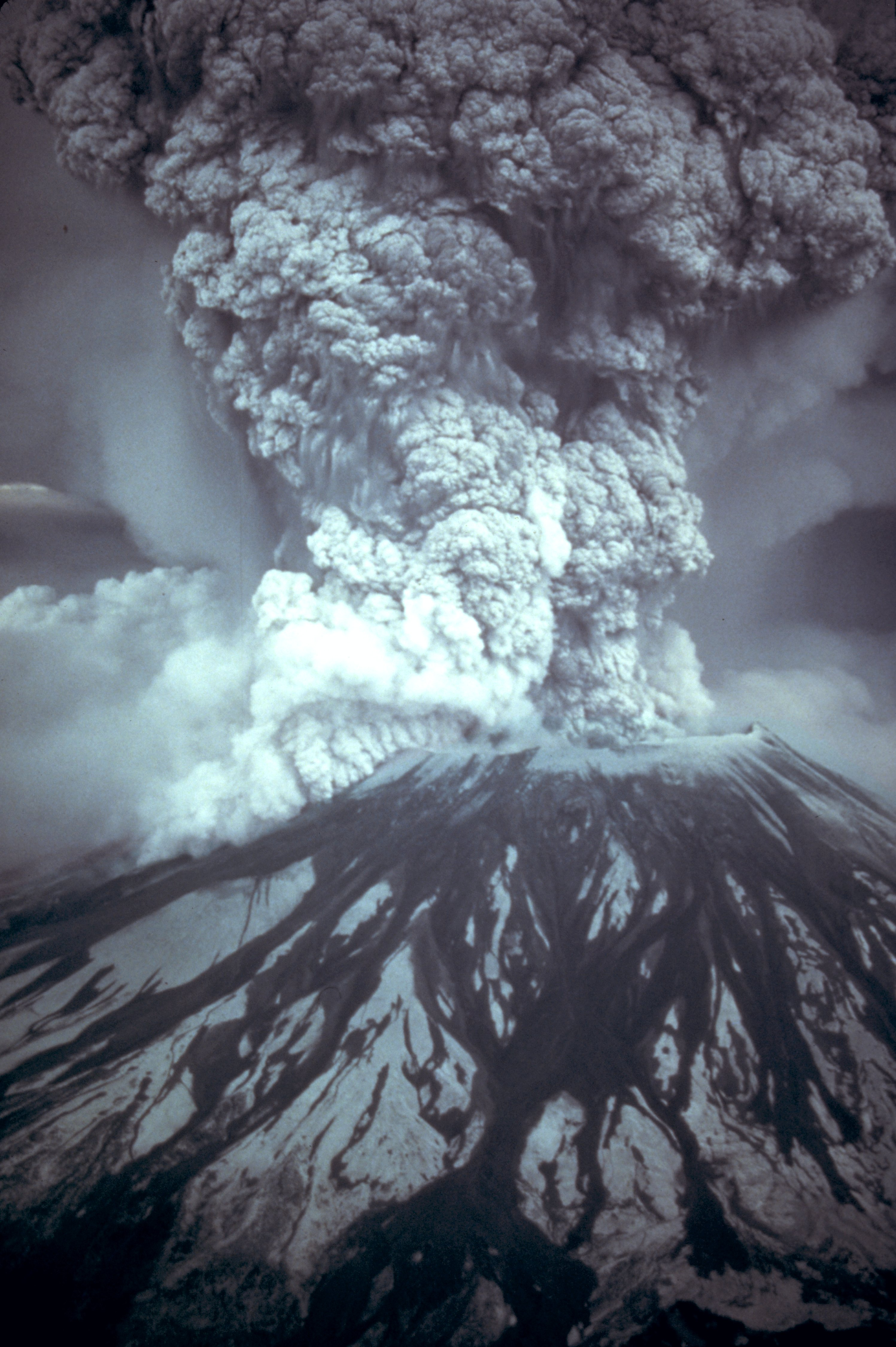
Bij de uitbarsting van 18 mei 1980 vormde zich een 10 km hoge eruptiekolom.

De vulkaan is vooral bekend vanwege de grote uitbarsting op 18 mei 1980, de eerste sinds 123 jaar. Dit was de meest dodelijke en verwoestende vulkaanuitbarsting in de geschiedenis van de Verenigde Staten. Bij de uitbarsting kwamen 57 personen om het leven en werden 200 huizen, 47 bruggen, 24 km spoorweg en 300 km aan wegen vernield. De uitbarsting werd voorafgegaan door een beving van 5,1 op de schaal van Richter waarbij de top van Mount Saint Helens instortte en de berg 400 meter lager werd.
De hoeveelheid energie die vrijkwam bij de grote uitbarsting van 1980 was vergelijkbaar met vijfentwintigduizend maal  de kracht van de atoombom die viel op Hiroshima. Voordat de eigenlijke eruptie plaatsvond steeg een enorme pliniaanse wolk uit de kratermond. De uitbarsting kreeg als explosiviteit een VEI van 5.
Een grote pyroclastische wolk (gloedwolk), met een temperatuur van rond de 500 graden Celsius, verwoestte alles op zijn weg naar beneden. Er ontstond een flinke krater (caldera). Tot in de wijde omtrek werden de bomen platgegooid en de omgeving werd "gezandstraald" over een oppervlak van ca. 600 km². Als de vulkaan niet in een zeer dunbevolkt gebied was gelegen had het aantal slachtoffers vele malen hoger kunnen zijn. De vulkaan was al lang niet meer actief geweest, sinds zijn 'ontdekking' in de 18e eeuw noteerde men enkel wat kleinere uitbarstingen.
In de maanden voor de uitbarsting werd de berg al in de gaten gehouden door de United States Geological Survey (USGS) en werden er mensen geëvacueerd. Op de ochtend van 18 mei 1980 rapporteerde David A. Johnston, een vulkanoloog bij de USGS, als eerste dat de uitbarsting was begonnen. Enkele tientallen seconden later werd hij op zijn veilig geachte observatiepost op 10 km afstand gedood door de pyroclastische wolk.
In september 2004 begon de berg opnieuw te roken, maar een grote uitbarsting bleef achterwege. Op 8 maart 2005 stootte de vulkaan een ruim 10 kilometer hoge wolk van as en stoom uit, waarna een lichte aardbeving volgde met een kracht van 2,5 op de schaal van Richter. De rookwolk, die ongeveer een half uur aanhield, was vanuit de wijde omtrek zichtbaar.

## Gevarenzones

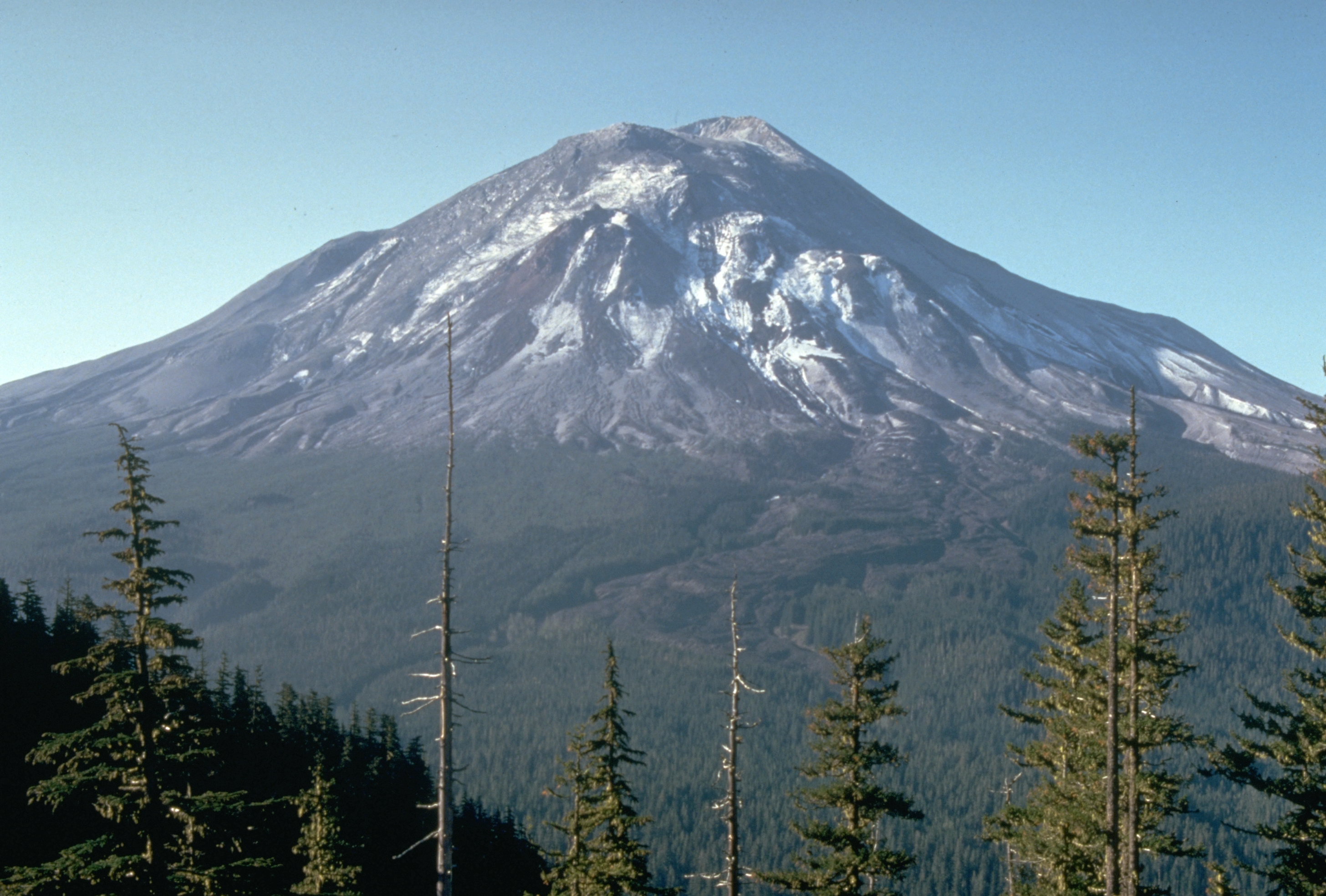
Mount Saint Helens de dag vóór de uitbarsting van mei 1980

Al vóór de catastrofale uitbarsting van de vulkaan was een gebied ingedeeld in twee gevarenzones. De rode zone lag het dichtst bij de vulkaan en gold als het gevaarlijkste gebied. De blauwe zone duidde eveneens gebied aan waar levensgevaar dreigde, maar het gevaar gold in dit gebied als minder ernstig. Het overgrote deel van de slachtoffers viel echter buiten deze zones. Dit kwam doordat de zones gebaseerd waren op een uitbarsting waarbij de assen en het puin recht omhoog zouden worden geschoten. De uitbarsting op 18 mei 1980 was echter zijwaarts gericht.